# (5055) Опекушин
(5055) Опекушин (лат. Opekushin) — типичный астероид главного пояса, открыт 13 августа 1986 года советским астрономом Людмилой Черных в Крымской астрофизической обсерватории и 20 июня 1997 года назван в честь скульптора Александра Опекушина.

## Обнаружение и именование
(5055) Опекушин
Открыт 13 августа 1986 года в Научном Л. И. Черных.
Назван в память о выдающемся русском скульпторе Александре Михайловиче Опекушине (1838—1923). Он создал мемориалы и скульптуры многих исторических личностей и особенно знаменит памятником Пушкину в Москве и памятником Лермонтову в Пятигорске.
Оригинальный текст (англ.)5055 Opekushin
Discovered 1986-08-13 by Chernykh, L. I. at Naunchnyj.
Named in memory of Aleksandr Mikhailovich Opekushin (1838—1923), outstanding Russian sculptor. He has produced memorials and sculptures of many historical persons and is especially famous for the Pushkin monument in Moscow and the Lermontov monument in Pyatigorsk.
Источники: DISCOVERY.DB; M.P.C. 30096.

## Орбита

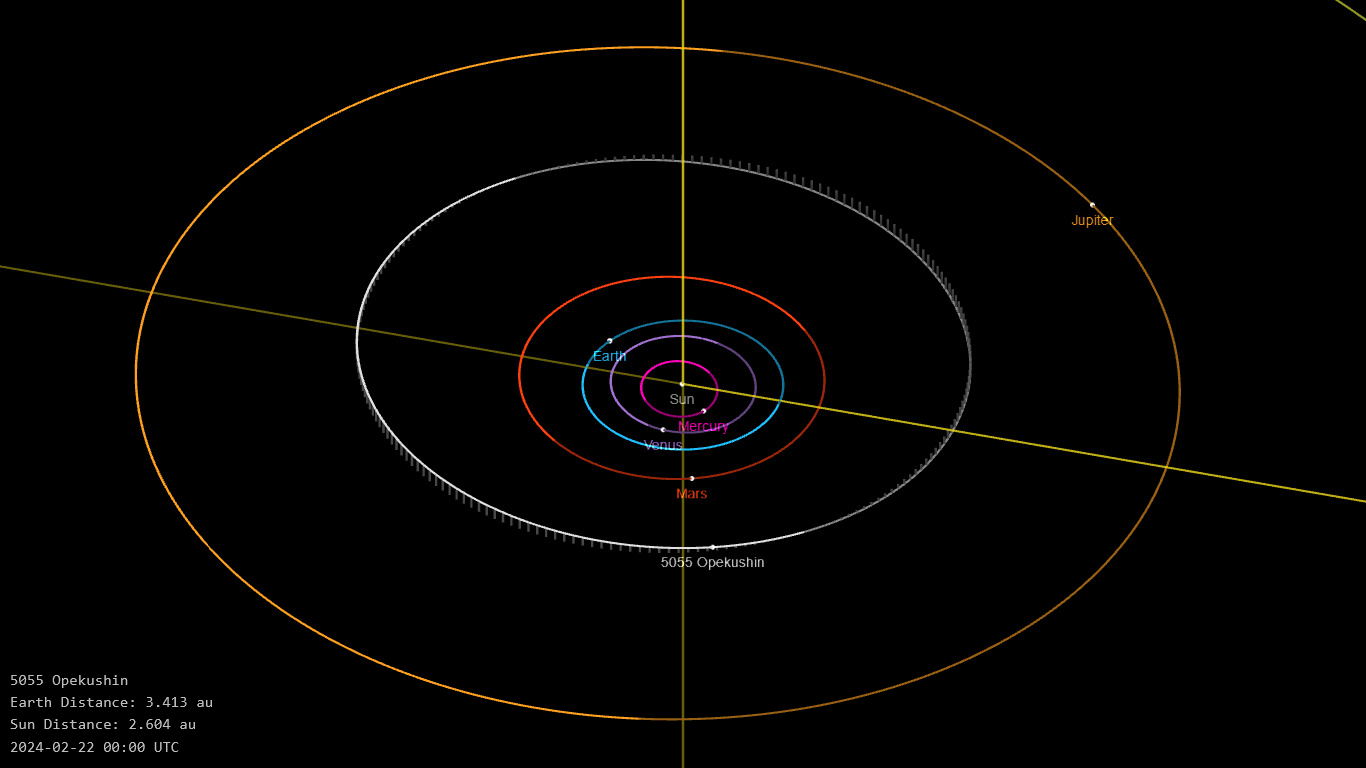
Орбита астероида Опекушин и его положение в Солнечной системе

## Физические характеристики
Астероид относится к таксономическому классу C.
По результатам наблюдений в видимом и ближнем инфракрасном диапазоне космического телескопа NEOWISE диаметр астероида оценивался равным 15,834±0,488 км. Согласно тем же источникам альбедо оценивается как 0,0847±0,0402 и 0,085±0,040.